# Voore jõgi
Voore jõgi är ett vattendrag i Estland. Ån ligger i Vinni kommun i landskapet Lääne-Virumaa. Den är 18 km lång och är ett biflöde till Kunda jõgi.